# Cuernavaca (kommun)
Cuernavaca är en kommun i Mexiko.   Den ligger i delstaten Morelos, i den sydöstra delen av landet, 50 km söder om huvudstaden Mexico City. Antalet invånare är 349 102.
Följande samhällen finns i Cuernavaca:
- Cuernavaca
- Fraccionamiento Lomas de Ahuatlán
- Villa Santiago
- Fraccionamiento Universo
- Colonia los Cerritos
- Lomas de Ahuatepec
- Buenavista del Monte
- La Unión
- Colonia Unidad Deportiva
- Colonia Milpillas
- Cerritos de García
- La Cañada
- Colonia Alarcón
- Colonia Rodolfo López de Nava
- Loma de los Amates
- Colonia Rancho Alegre
- Colonia el Copalito
- Los Limones
- Colonia Valle Verde
- Colonia Paraíso
- Colonia Tenochtitlan
- Colonia Nueva Santa María
- Santa María
- Colonia Santa Elena de la Cruz
- Loma del Tecolote
- Tlaltecuáhuitl